# Stenolophus brunnea
Stenolophus brunnea är en skalbaggsart som beskrevs av Leonard Gyllenhaal. Stenolophus brunnea ingår i släktet Stenolophus och familjen jordlöpare. Inga underarter finns listade i Catalogue of Life.